# Imljani
Imljani är ett samhälle i Bosnien och Hercegovina.   Det ligger i entiteten Republika Srpska, i den centrala delen av landet, 90 km nordväst om huvudstaden Sarajevo. Imljani ligger 1 117 meter över havet och antalet invånare är 920.
Terrängen runt Imljani är kuperad.Närmaste större samhälle är Skender Vakuf, 12,4 km nordväst om Imljani. 
Omgivningarna runt Imljani är en mosaik av jordbruksmark och naturlig växtlighet. Runt Imljani är det ganska tätbefolkat, med 72 invånare per kvadratkilometer.